# Список тролейбусних систем України
В цій статті міститься список тролейбусних систем України, розташованих в алфавітному порядку. Рожевим виділені закриті системи.
| Місто                       | Дата відкриття    | Дата закриття   | Примітки                                                                           |  |
| --------------------------- | ----------------- | --------------- | ---------------------------------------------------------------------------------- |  |
| Алушта                      | 20 серпня 1993    |                 |                                                                                    |  |
| Алчевськ                    | 26 вересня 1954   | 16 липня 2022   |                                                                                    |  |
| Антрацит                    | 27 вересня 1987   | 2018            | Через відсутність справного рухомого складу тролейбусний рух припинено             |  |
| Бахмут                      | 29 квітня 1968    | 30 червня 2022  |                                                                                    |  |
| Біла Церква                 | 23 червня 1980    |                 |                                                                                    |  |
| Вінниця                     | 20 лютого 1964    |                 |                                                                                    |  |
| Вуглегірськ                 | 8 липня 1982      | 12 серпня 2014  |                                                                                    |  |
| Горлівка                    | 6 листопада 1974  |                 |                                                                                    |  |
| Дніпро                      | 7 листопада 1947  |                 |                                                                                    |  |
| Добропілля                  | 23 серпня 1968    | 15 березня 2011 |                                                                                    |  |
| Донецьк                     | 3 січня 1940      |                 |                                                                                    |  |
| Житомир                     | 1 травня 1962     |                 |                                                                                    |  |
| Запоріжжя                   | 22 грудня 1949    |                 |                                                                                    |  |
| Івано-Франківськ            | 31 грудня 1983    |                 |                                                                                    |  |
| Керч                        | 18 вересня 2004   |                 |                                                                                    |  |
| Київ                        | 5 листопада 1935  |                 |                                                                                    |  |
| Кадіївка                    | 1 березня 1970    | 31 серпня 2011  |                                                                                    |  |
| Краматорськ                 | 18 листопада 1971 |                 |                                                                                    |  |
| Кременчук                   | 6 листопада 1966  |                 |                                                                                    |  |
| Кривий Ріг                  | 21 грудня 1957    |                 |                                                                                    |  |
| Кропивницький               | 4 листопада 1967  |                 |                                                                                    |  |
| Лисичанськ                  | 7 березня 1972    | березень 2022   |                                                                                    |  |
| Луганськ                    | 25 січня 1962     | 18 липня 2022   |                                                                                    |  |
| Луцьк                       | 8 квітня 1972     |                 |                                                                                    |  |
| Львів                       | 27 листопада 1952 |                 |                                                                                    |  |
| Макіївка                    | 13 листопада 1969 |                 |                                                                                    |  |
| Маріуполь                   | 21 квітня 1970    | березень 2022   |                                                                                    |  |
| Миколаїв                    | 29 жовтня 1967    |                 |                                                                                    |  |
| Одеса                       | 5 листопада 1945  |                 |                                                                                    |  |
| Полтава                     | 14 вересня 1962   |                 |                                                                                    |  |
| Рівне                       | 27 грудня 1974    |                 |                                                                                    |  |
| Севастополь                 | 6 листопада 1950  |                 |                                                                                    |  |
| Сіверськодонецьк            | 1 січня 1979      | 27 лютого 2022  |                                                                                    |  |
| Сімферополь                 | 7 жовтня 1959     |                 |                                                                                    |  |
| Сімферополь — Алушта — Ялта | 6 листопада 1959  |                 | Ділянка Сімферополь — Алушта з 6 листопада 1959-го, Алушта — Ялта з липня 1961-го. |  |
| Слов'янськ                  | 19 березня 1977   |                 |                                                                                    |  |
| Сорокине                    | 30 грудня 1987    | 1 червня 2023   | робота електротранспорту призупинена через відключення електроенергії              |  |
| Суми                        | 25 серпня 1967    |                 |                                                                                    |  |
| Тернопіль                   | 24 грудня 1975    |                 |                                                                                    |  |
| Торецьк                     | 26 квітня 1985    | 15 травня 2007  |                                                                                    |  |
| Чернівці                    | 1 лютого 1939     |                 |                                                                                    |  |
| Харків                      | 5 травня 1939     |                 |                                                                                    |  |
| Харцизьк                    | 4 лютого 1982     |                 |                                                                                    |  |
| Херсон                      | 10 червня 1960    |                 |                                                                                    |  |
| Хмельницький                | 25 грудня 1970    |                 |                                                                                    |  |
| Черкаси                     | 9 листопада 1965  |                 |                                                                                    |  |
| Чернігів                    | 4 листопада 1964  |                 |                                                                                    |  |
| Ялта                        | 1 травня 1961     |                 |                                                                                    |  |